# Xerophaeus hottentottus
Xerophaeus hottentottus är en spindelart som beskrevs av William Frederick Purcell 1908. Xerophaeus hottentottus ingår i släktet Xerophaeus och familjen plattbuksspindlar. Inga underarter finns listade i Catalogue of Life.